# Necròpolis de Guiza
La Necròpolis de Guiza és a l'altiplà de Guiza, a la rodalia del Caire, a Egipte. Formen part d'aquesta important necròpolis de l'antic Egipte la piràmide de Kheops —també coneguda com la Gran Piràmide—, la piràmide de Khefren, la piràmide de Micerí —relativament més petita— i la famosa Gran Esfinx. De les tres piràmides principals se'n conserva el nucli, format per blocs de pedra calcària, però del seu revestiment de calcària polida o granit rosat sols en queden algunes restes, ja que, en el decurs del temps, aquests blocs van ser utilitzats per construir edificis a la propera ciutat del Caire. La piràmide de Khefren sembla la més alta, però no és així, perquè va ser construïda en una zona més elevada a l'altiplà de Guiza; en realitat la de Kheops és la de més altura i volum.
La Necròpolis de Guiza és la més gran de l'antic Egipte, amb enterraments datats des de les primeres dinasties. A la darreria de l'Imperi Antic, durant la dinastia VI, a Guiza hi havia centenars de tombes. Va assolir la seva esplendor durant la dinastia IV, quan es van erigir la piràmide de Khufu (Kheops), la piràmide de Khafra (Khefren) i la relativament petita piràmide de Menkaura (Micerí), juntament amb diverses subsidiàries menors, temples funeraris, temples de la vall, embarcadors i calçades processionals, i es van excavar fosses que contenien barques solars cerimonials. També es va esculpir a la roca de l'altiplà la Gran Esfinx. Associats a aquests monuments reals hi ha nombroses mastabes de membres de la família reial, d'altres concedides pel faraó a funcionaris i sacerdots i també alguns monuments d'èpoques posteriors relacionats amb el culte als avantpassats.
Les piràmides ja eren populars a l'antiguitat. A la Grècia hel·lenística la Gran Piràmide va ser esmentada per Antípater de Sidó com una de les set meravelles del món; actualment és l'única de les set que perdura. El 1979, el conjunt de Memfis amb totes les necròpolis i piràmides (Guiza, Abusir al-Melek, Saqqara i Dashur) va ser declarat Patrimoni de la Humanitat per la Unesco, en la categoria de patrimoni cultural. Es coneix amb el nom de Memfis i la necròpolis i comprèn la zona de les piràmides des de Guiza fins a Dashur.

## Context

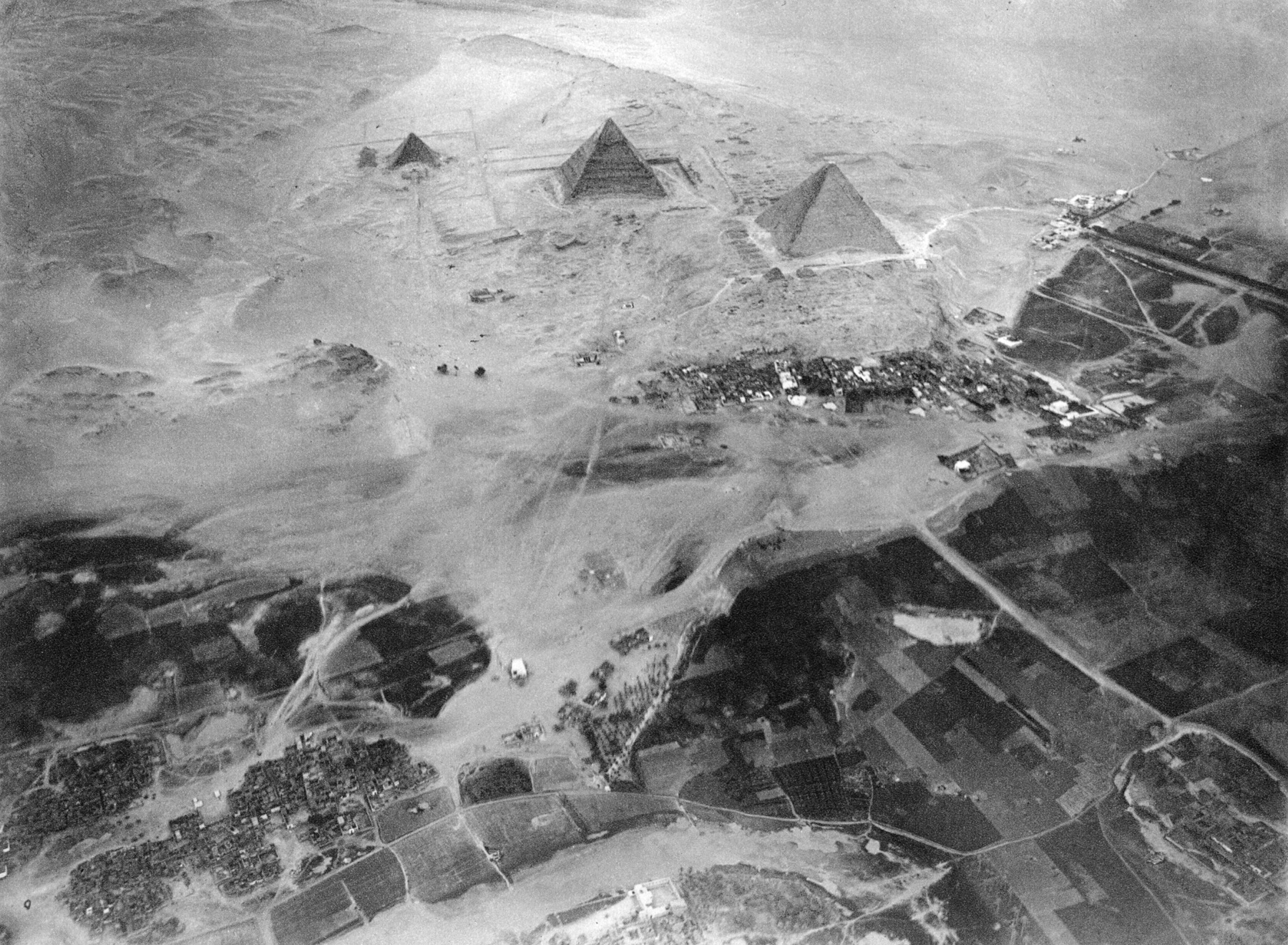
Fotografia aèria del 1904 feta per Eduard Speltterini des d'un globus a 600 metres d'altura.

La primera capital d'Egipte, Memfis, es va fundar com un assentament a la vora del vèrtex del delta del Nil, uns quatre mil anys abans de la consolidació de l'actual capital del nou Egipte, el Caire. Va ser el centre administratiu del nomós I del Baix Egipte, de nom Ineb Hedj, residència de faraons i capital durant l'Imperi Antic. Des d'aquest punt fins a el Faium, en una llarga i estreta franja de la vall del Nil, hi havia la zona de les piràmides. D'acord amb la tradició religiosa egípcia, el lloc tradicional dels enterraments era l'oest; així, la part occidental de l'alt desert es va convertir en zona funerària per a la reialesa faraònica, els cortesans, funcionaris i també pels animals sagrats. La gran necròpolis de Memfis, de la qual forma part Guiza, s'estenia al llarg de més de quaranta quilòmetres; durant l'Imperi Antic era coneguda amb el nom genèric de Hernecher (la necròpolis) o Imentet (occident).
A l'època de la construcció de les piràmides s'estima la població total d'Egipte a 1,6 milions de persones i les dues zones amb densitat de població més elevada eren entre Luxor (antiga Tebes) i Assuan (Elefantina), i cap al nord, entre Meidum (a l'entrada d'el Faium) i fins al vèrtex del delta. En canvi, a la part de l'Egipte Mitjà la població era menys densa. A prop dels grups piramidals de l'Imperi Antic s'hi va establir la residència reial principal i l'administració.
Una combinació de característiques geogràfiques favorables van contribuir a l'èxit cultural de la civilització de l'antic Egipte. L'historiador francès, Hippolyte Taine 1820-1893), diu que l'entorn físic és un dels condicionaments que afecten la producció de l'art. El més important d'aquests trets era un sòl ubèrrim a conseqüència de les inundacions anuals del Nil. Aquest fenomen, antigament, tenia lloc entre els mesos de juliol i octubre a gairebé tota la vall i el delta, i assolia el seu nivell més baix entre abril i juny. El terreny, molt fèrtil, produïa aliment en abundància; aquest fet permetia que la població pogués dedicar més temps i recursos a la pràctica de diverses activitats culturals, tecnològiques i artístiques.
A la zona de les piràmides, de Dahshur a Guiza, el Nil fluïa més a prop de la riba occidental, i en la zona fronterera amb el desert hi havia llacs que conservaven l'aigua molt després que el nivell del riu baixés. Es creu que hi havia tals llacs als emplaçaments de piràmides com les de Saqqara, Dashur i segurament també a Guiza. Tanmateix, on no hi havia llacs naturals és molt possible que els arquitectes de les piràmides en van crear aprofundint conques naturals.
Encara que les tres piràmides més famoses de Guiza pertanyen a la dinastia IV, la història del lloc es remunta fins al regnat de Ninetjer, de la dinastia II: el seu nom va ser descobert en alguns segells de gerres trobades en una tomba de la part meridional del jaciment; una altra tomba encara més anterior, de la dinastia I (sota el regnat del faraó Wadj), ha estat localitzada al sud de la necròpolis de Guiza.

## Alineament
L'alineament de les piràmides en Guiza és totalment cardinal. La línia diagonal principal del complex alinea les cantonades del costat sud-est de les tres piràmides principals (Kheops, Khefren i Micerí) a uns 43° del nord, seguint el que en geologia s'anomena direcció horitzontal de la formació Mokkatam o, cosa que és el mateix, una línia perpendicular al pendent; amb aquest alineament els constructors van aconseguir que les bases de les tres piràmides eren aproximadament al mateix nivell. És possible que als antics topògrafs els influís algun altre aspecte, probablement algun tema religiós; és intencionada també l'existència d'una diagonal cap al nord-oest d'Heliòpolis i cap al sud-oest, en direcció a l'entrada del primer cementiri reial a Abidos. La simetria que s'observa en tot el complex arquitectònic de les piràmides de Guiza ha estimulat la imaginació a la recerca de significats ocults o misteriosos que poguessin explicar-les. El 1994 Robert Bauval va pretendre que la diagonal de Guiza té una relació amb els estels del cinturó de la constel·lació d'Orió, astres que els egipcis tenien com a símbol d'Osiris; en superposar el mapa de la constel·lació sobre el mapa de Guiza, no totes les piràmides coincideixen amb estels.

## Edificacions de la necròpolis
Les tres grans piràmides existents, totes construïdes durant la dinastia IV (circa 2500 aC), són la Gran Piràmide de Guiza —coneguda com la Piràmide de Kheops o de Khufu—, la Piràmide de Khefren —una mica més petita i situada a uns pocs centenars de metres al sud-oest—, i la Piràmide de Micerí o de Menkaure —situada uns pocs centenars de metres més al sud-oest i de dimensions relativament modestes. La Gran Esfinx és al costat est del complex i mira cap a orient. Actualment, hi ha consens entre els egiptòlegs per a atribuir que el cap de la Gran Esfinx és una representació del faraó Khefren. Acompanyant aquests monuments més importants, hi ha tota una sèrie d'edificis satèl·lit més petits, com les piràmides o tombes de les reines i les piràmides de la vall.
El lloc és dividit de manera natural en dos grups situats sobre una elevació del terreny i separats per un uadi molt ample. El primer grup, el més important, és el que està format per les grans piràmides, les mastabes particulars, els temples de la vall que pertanyen a les piràmides i la Gran Esfinx, també amb els seus temples; aquestes construccions són al peu de l'altiplà. L'altre grup més petit el formen les tombes privades i és cap al sud-est, en un terreny format per petits pujols.
Les edificacions i elements més significatius de la necròpolis són:
| Plànol de la necròpolis | 1. Piràmide de Kheops (Khufu) 2. Piràmide de Khefren (Khafre) 3. Piràmide de Micerí (Menkaure) 4. Temple funerari de Khefren 5. Temple funerari 6. Piràmide satèl·lit 7. Temple de Khefren a la vall 8. Temple de Micerí a la vall 9. Tombes de la reines 10. Tomba de la reina Khentkaus I 11. Piràmides de les reines 12. Mastabes de nobles i cortesans 13. Gran Esfinx 14. Temple de l'Esfinx 15. Tomba d'Hemiunu 16. Centre d'estudis de les piràmides 17. Taquilles | 18. Fosses amb les barques solars 19. Carretera moderna 20. Tombes cavades a la roca 21. Ciutat dels artesans amb magatzems i tallers. 22. Ruta en direcció al Caire 23. Poble de Nazlet el-Samman 24. Calçada funerària 25. Pedrera de Micerí 26. Cementiri actual 27. Zona de tombes cavades a la roca (sud) 28. Mur del recinte 29. Mastabes i tombes cavades a la roca 30. Cementiri de l'Oest 31. Cementiri de l'Est 32. Zona central de mastabes i tombes cavades a la roca |

## Complex funerari de Kheops (Khufu)
El complex funerari de Khepos és al nord i comprèn la Gran Piràmide —o piràmide de Kheops—, les tres piràmides de les reines, una piràmide satèl·lit, dos temples funeraris —el Temple de la Vall i un altre al costat de la piràmide—, una carretera que uneix ambdues construccions, tombes o fosses amb barques solars, mastabes de nobles i cortesans i múltiples mastabes organitzades en tres cementiris. Entre aquestes mastabes hi ha la tomba del constructor de la Gran Piràmide, Hemiunu.

### Piràmide de Kheops

Secció sud-nord:1- entrada; 2- accés obert per Al-Mamun; 3- blocs de granit per tancar l'accés superior; 4- passadís a la cambra subterrània; 5- cambra subterrània; 6- passadís d'accés a la gran galeria; 7- cambra de la reina; 8- passadís d'accés a la cambra de la reina; 9- gran galeria; 10- cambra del rei i cambres de descàrrega; 11- avantcambra; 12- passadís que comunica la gran galeria i la cambra subterrània; 7 i 10- canals de ventilació.

Kheops va escollir la zona de Guiza per començar a construir el seu complex funerari, a uns quaranta quilòmetres de la piràmide construïda pel seu pare Snefru. Per tal d'evitar una inclinació com la que va patir la piràmide de Dashur es va construir una plataforma anivellada damunt la roca, deixant una massa de roca natural dins la piràmide, construïda amb pedres col·locades en filades horitzontals i amb blocs de farciment al mig; també es va utilitzar una gran quantitat de morter entre les pedres del nucli central. A les cantonades i al cim es va utilitzar pedra calcària per obtenir una millor qualitat i més precisió. Finalment, l'obra es va revestir amb pedra blanca de Tura, que actualment gairebé ha desaparegut del tot; només en queden algunes a la base de la piràmide. Un cop acabada la piràmide, al seu costat es va construir un paviment d'uns deu metres d'amplada que arribava fins a un mur que limitava tota la piràmide. Aquesta estructura també ha desaparegut i tan sols en queda una part del costat nord que ha servit per fer l'estudi.
L'interior de la piràmide, curiosament, té tres cambres. Segons una teoria de Ludwig Borchardt, la més acceptada, que s'hi van construir tres cambres es deu a canvis en el disseny durant la construcció. La cambra subterrània es va abandonar i sembla que mai es va acabar; des d'allí surt un passadís on només pot passar una persona. La cambra de la reina és a l'eix central de la piràmide i és gairebé acabada, tot i que no té cap revestiment; com que està completament tancada és possible que hagués servít per a col·locar una estàtua del faraó. La cambra del rei és completament revestida de granit vermell; sobre aquesta sala hi ha cinc cambres de descàrrega amb un últim sostre inclinat que serveix per distribuir el pes de l'estructura. Aquesta construcció va ser molt innovadora i no hi ha precedents d'una de similar.

### Piràmides de les reines
Kheops va fer construir tres piràmides més, que havien d'acollir cossos de reines; es van construir al costat oriental de la gran piràmide. Els egiptòlegs les van donar les denominacions GIa, GIb i GIc: «G» de Guiza, «I» de piràmide de Kheops, i «a-b-c» que les identifiquen en l'ordre de nord a sud. L'obra es va realitzar sense aplanar la superfície de la base, sinó que s'adaptaren al terreny: per aquest motiu no són del tot quadrades. Pel que fa a les dimensions, havien de tenir una mida que fos una cinquena part de la de Kheops i amb un pendent d'uns 52°. El nucli interior era escalonat i amb un nombre diferent de graons en cada escala. Les tres piràmides presenten restes del revestiment final, que era de pedra calcària polida, i totes tenen un passatge interior prop de l'eix central des d'on es baixa a la cambra funerària. Totes tres són orientades en direcció oest. També cal destacar una altra construcció funerària: la tomba d'Hetepheres I.

Estructura de la piràmide GIa
Estructura de la piràmide GIb
Estructura de la piràmide GIc

- GIa és la piràmide que és més al nord. Té una base de 49,50 metres i l'altura original era de 30 metres; actualment només se'n conserva un terç. A la part oriental hi ha una petita plataforma que es creu que correspon a la capella funerària. Segons George Andrew Reisner podria pertànyer a la reina Meritates; en canvi, segons Mark Lehner, correspondria a la reina Hetepheres I, mare de Kheops, una opinió recolzada per fet que es troba propera a la fossa amb la seva tomba real.[19][20]
- Tomba d'Hetepheres I. Entre 1925 i 1926, alineada amb la piràmide GIa, es va descobrir una profunda fossa de 27 metres a la qual es podia accedir baixant per una escala tallada en la roca. Era completament coberta i tapada per enderrocs. Dins la sala es van trobar nombrosos objectes com ara cadires, una cadira de transport, un llit, un cofre amb braçalets, peces de ceràmica i flascons de perfum. La fusta dels objectes és pràcticament desfeta; només ha estat possible reproduir-la a partir de trossos de plaques d'or i coure. Tanmateix, encara que no hi havia signes de robatori, dins del sarcòfag d'alabastre no hi havia el cos de la reina. Es van recuperar textos en els quals apareixia el nom d'Hetepheres i frases referents a la «Mare del Rei» i «Filla de Déu».[21]
- GIb és la piràmide de les reines; és al bell mig del conjunt. Té una base de 49 metres i una altura de 30 metres. Hi ha una teoria que afirma que els cadàvers masculins enterrats a les mastabes més properes podrien correspondre als fills de les reines; en aquest cas, es creu que aquesta piràmide podria pertànyer a la reina Meritates. Aquesta suposició la confirmen egiptòlegs com Mark Lehner i Rainer Stadelmann.[19]
- GIc és la piràmide més meridional i la millor conservada. Té una base de 46,5 metres i una altura de 29 metres. A la cara est hi ha les restes d'un temple dedicat a Isis que es remunta al període de la dinastia XVIII. Va ser construït amb elements de l'antiga capella funerària i es va descobrir una estela amb una inscripció atribuïble a la reina Henutsen, esposa de Kheops i mare de Khefren.[18]

### Temples

Esquema del temple funerari. El color gris són les restes de basalt.

Les ruïnes del temple funerari van ser descobertes el 1939 per Abu Szeift. Aquest temple es va anar destruint al llarg dels segles; així i tot, encara se'n pot copsar un paviment de basalt negre que correspondria a un pati obert on es poden observar els buits en els quals anaven els pilars de granit que formaven la columnata que envoltava el pati. Posseïa un santuari interior i unes sales d'emmagatzematge. Heròdot ja va descriure aquest edifici i la calçada sobre la qual va dir que «era una obra tan gran com la mateixa piràmide»; va ser construïda amb uns murs molt alts que probablement van assolir uns quaranta metres d'altura i uns 750 metres de longitud. Calia una altura com aquesta, perquè la sortida es va construir des del santuari inferior i hauria quedat per sota del nivell de l'altiplà. De la calçada només en queden uns vuitanta metres; del temple tan sols una part del paviment de basalt. Se'n va aprofitar per construir al poble de Nazlet el-Samman, a més a més del deteriorament a causa del pas del temps, en va accelerar la destrucció.

### Barques solars

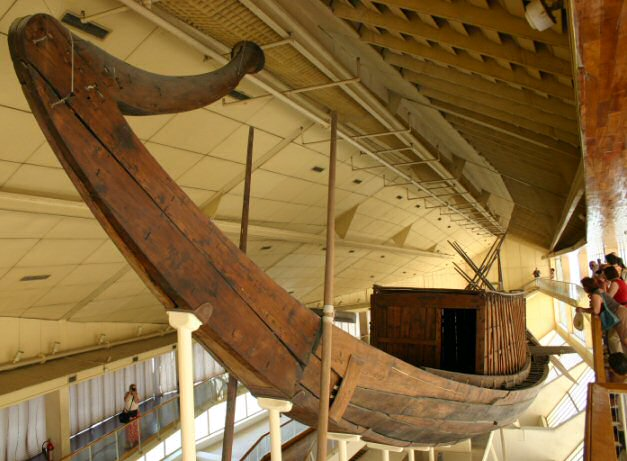
Vista general de la barca de Keops.

L'any 1954 Kamul el-Mallakh va descobrir una fossa rectangular a la vora de la cara sud de la piràmide, on es va trobar una barca amb tots els seus elements desarmats en 1.224 peces, la majoria de fusta de cedre; com que era en un lloc completament tancat el material era en perfecte estat i s'han esmerçat catorze anys per a reconstruir-la. La barca té més de quaranta metres d'eslora i posseeix un desplaçament aproximat de quaranta tones. Sembla que ja havia servit i havia estat en contacte amb l'aigua, per la qual cosa se suposa que podia haver transportat el cos del faraó des de Memfis fins al lloc de la seva sepultura, a Guiza, tot navegant pel Nil. Des de l'any 1982 s'exposa a un museu damunt del lloc on es va trobar, a la cara sud de la piràmide. Dins del complex de Kheops s'han descobert cinc fosses de barques més, encara que només en una s'ha confirmat l'existència d'una embarcació; la prova s'ha obtingut sense obrir la fossa, gràcies a l'ús d'una càmera.
Aquestes barques formaven part de l'aixovar funerari del faraó; tots els objectes que intervenien en el funeral es desarmaven i s'enterraven. La funció exacta de l'embarcació no es coneix amb exactitud, però el més evident és que tenen una relació o bé amb el viatge a l'altra vida del faraó o bé amb el viatge final del trasllat del cadàver fins a la seva piràmide.

### Cementiris

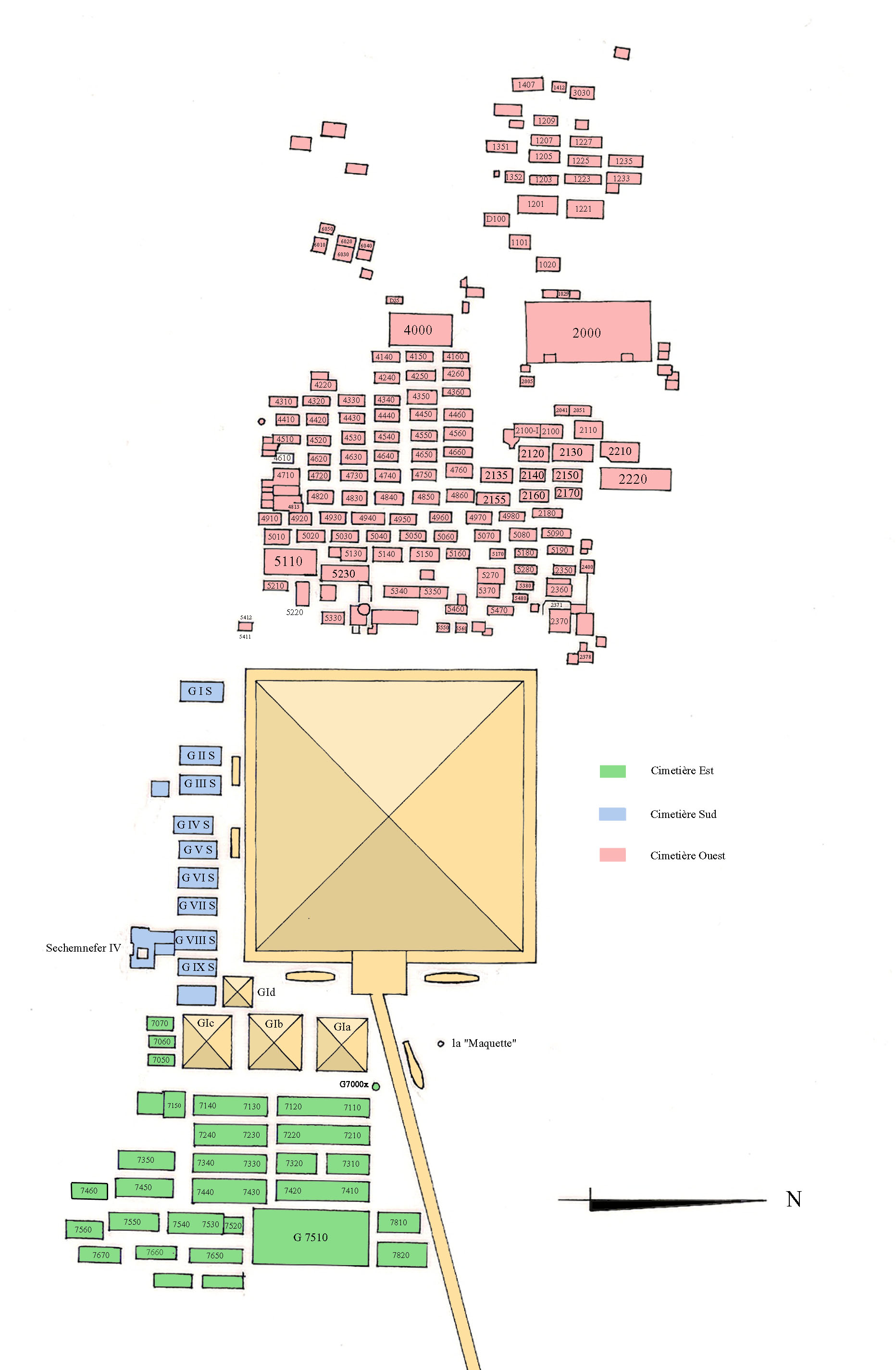
Plànol de la necròpolis de Khufu.
En rosa, el cementiri occidental.
En blau, el cementiri sud.
En verd, el cementiri oriental

Prop de cada un dels complexos piramidals de Guiza hi ha alguns cementiris que contenen tombes pertanyents a familiars dels faraons, a sacerdots o a treballadors de rang. Moltes eren un regal dels mateixos faraons. Són tombes en forma de mastabes i els cementiris més extensos són a prop de la piràmide de Kheops.

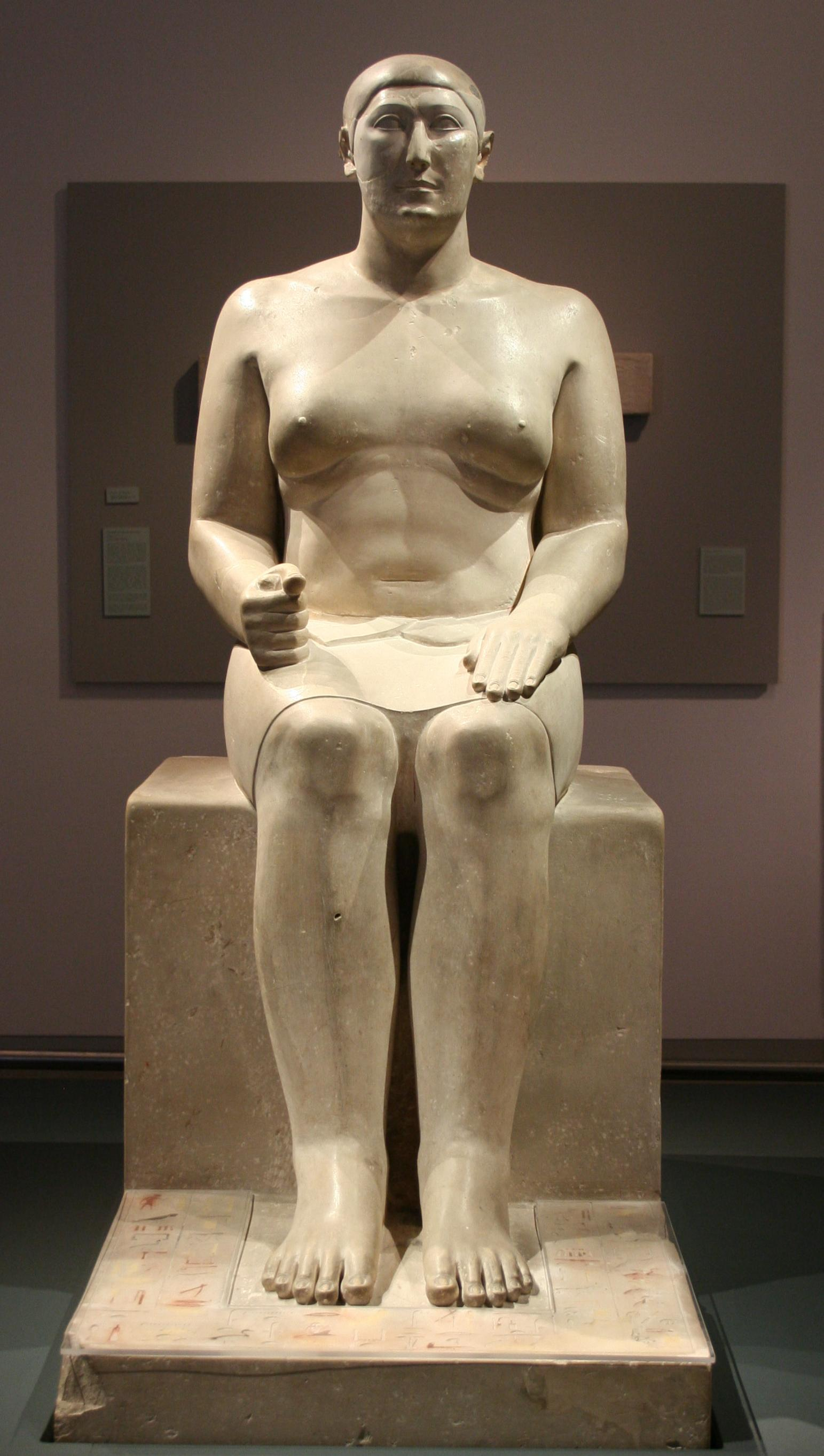
Estàtua de Hemiunu trobada a la seva mastaba

- El cementiri occidental és el cementiri més gran de la necròpolis, i conté un munt de mastabes que daten de les dinasties IV a la dinastia VI. Els arqueòlegs hi distingeixen tres parts:
  - El cementiri anomenat «de pas», situat al costat de la piràmide i compost principalment per les tombes dels sacerdots responsables dels cultes funeraris.
    - La zona anomenada «poble de mastabes», on es troba la mastaba més ben construïda quant a estances i materials, la del djati de Kheops,[n. 1] Hemiunu (G4000), i la més gran de totes, la G2000.
    - Finalment, a l'extrem oest, hi ha un nucli de petites mastabes.
- El cementiri sud és al sud de la Gran Piràmide de Kheops i en destaquen nou grans mastabes, algunes de les quals han estat atribuïdes a personatges importants que visqueren durant el regnat de Menkaura. Entre aquestes tombes n'hi ha també algunes que daten de les dinasties V i VI. Al sud-est del cementiri hi ha la impressionant mastaba del chaty de la dinastia V, Seshemnefer IV. S'hi accedia a través d'una rampa flanquejada per dos obeliscs, i l'entrada té dues columnes.
- El cementiri oriental era reservat a les tombes de membres de la família reial. És al costat de les piràmides de les reines. Entre les mastabes hi ha, entre d'altres, les dels fills de Kheops, Kawab (G7120 i G7110), Djedefher (G7220 i G7210) i Khufukhaf (G7140 i G7130). A la mastaba G7340 es va descobrir un sarcòfag de pedra calcària decorat amb motius de la façana de palau. La mastaba de la parella Anjaf i Hetepheres (G7510) és la més grossa, i domina l'extrem oriental de la necròpolis. Durant l'excavació s'hi va trobar un bust d'Anjaf fet de pedra calcària pintada que es considera una obra mestra de l'estatuària de l'Imperi Antic.

Durant el regnat de Kheops, l'estructura típica de les tombes de Guiza eren de planta rectangular i eren fetes de pedra amb una lleugera inclinació a les vores. Tenien una fossa amb una senzilla cambra sepulcral. La capella per al culte es col·locava a la part exterior i normalment era construïda per toves; en aquesta capella s'hi solia posar una representació artística del difunt. A les capelles és on es van produir els canvis més ràpids i importants. Amb el pas del temps, es varen construir cada cop amb més sales, també dins de la mastaba, i les parets es recobrien amb lloses de pedra.

## Complex funerari de Khefren (Khafra)

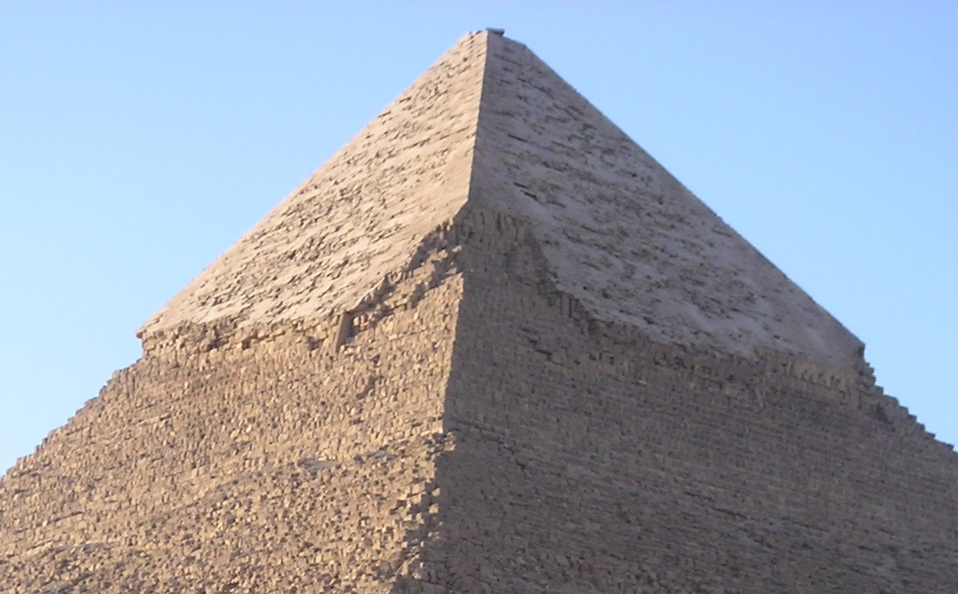
Detall del revestiment superior de la piràmide de Khefren

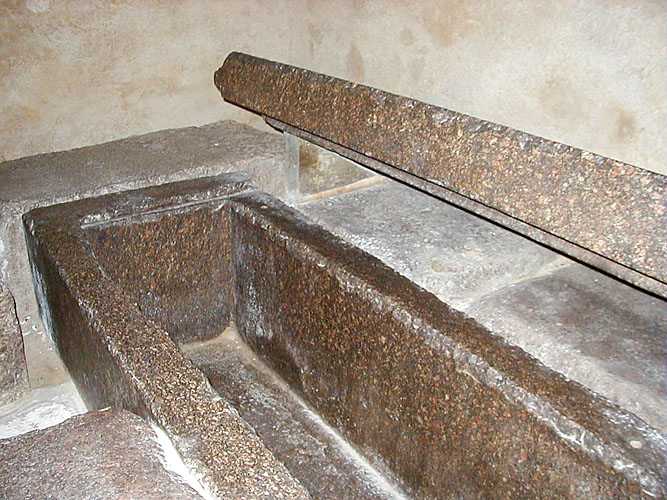
Sarcòfag de Khefren a la seva piràmide

La piràmide de Khefren és una part del complex funerari d'aquest faraó, i és en millors condicions que el del seu pare Kheops. El conjunt inclou un temple funerari al costat est, i una calçada processional pavimentada d'uns cinc-cents metres de llargada que connecta aquest temple amb el Temple de la Vall.
El Temple de la Vall és al costat de la Gran esfinx. Té una planta i un disseny similar al del temple d'Osireion, amb patis i pilars mancats de jeroglífics o de qualsevol mena d'adornament. Està construït amb enormes carreus i grans lloses de granit que revesteixen els murs del temple.
A la cara sud, també hi ha una piràmide subsidiària, cinc fosses per a barques solars i les restes d'un llogaret amb més d'un centenar de grans habitacions, considerades magatzems o tallers dels treballadors de la piràmide.

### Piràmide de Khefren
La piràmide de Khefren és alineada amb la del seu pare Kheops en direcció al sud-oest. És més petita tot i que pot semblar el contrari, perquè és van contruir en un terreny més elevat. Amb els seus 143,5 metres és la segona piràmide més grossa d'Egipte. A l'exterior, a la part superior del vèrtex, encara s'hi conserva el revestiment de pedra calcària de Tura, i també es poden observar restes de granit a la base piramidal.
A la cara nord hi ha dues entrades amb un passadís descendent: un comença a 11,50 metres del nivell de la base i l'altre, pràcticament, és a nivell del terra. L'estructura interior és força diferent de la de Kheops i s'assembla més a la de Djedefre, a Abu Rawash. El passatge inferior permet baixar i arribar a un passadís horitzontal d'1,7 metres d'altura. Avançant pel corredor, a la cantonada, hi ha una cambra amb un sostre en pendent que, se suposa, servia per emmagatzemar-hi les ofrenes. Pujant el passadís, s'arriba a la intersecció amb l'altre passadís de l'entrada superior: en aquest punt tots dos conflueixen en la cambra sepulcral. El sostre està inclinat, amb bigues de pedra, i el sarcòfag és de granit negre amb una tapa de dues peces. El 1818, Belzoni va poder entrar a la cambra, però la mòmia del faraó ja no hi era, l'havien reemplaçat per ossos d'un bou. Segons l'egiptòleg Rainer Stadelman aquests ossos poden haver estat una ofrena posterior dipositada en el sarcòfag, després que hagués estat robat el cos del faraó.

### Piràmide satèl·lit
A la part sud de la piràmide de Khefren hi ha una petita «piràmide satèl·lit» denominada GIIa. Fou construïda en pedra calcària i les cares tenen una inclinació d'uns 53° i 54°. Ha estat una víctima lamentable dels lladres de pedres i actualment tan sols s'en poden apreciar els traços dels fonaments. Té una rampa excavada a la roca que desemboca en una petita sala que sembla que mai va servir com a lloc de sepultura. En aquest lloc s'hi van trobar diversos ossos d'animals, segells i algunes peces de fusta, per la qual cosa la majoria dels egiptòlegs —incloent-hi Rainer Stadelmann i Mark Lehner— creuen que la piràmide va ser un lloc de culte del faraó. Tanmateix, Zahi Hawass creu que aquesta piràmide podria ser la d'una de les esposes de Khefren, tot i que les tombes romanen sense localitzar.

### Temple funerari
El temple funerari de Khefren, a més de ser més gran que els altres construïts fins alshores, amb 111 metres de llargada per 48 d'ample, representa un important avenç arquitectònic. Aquest model incloïa cinc elements fonamentals que des d'ençà van esdevenir un referent per aquestes edificacions: un vestíbul d'entrada, un pati de columnes, cinc nínxols per a col·locar estàtues del faraó, cinc cambres com a magatzem i un santuari interior.
La part exterior es va construir amb pedra calcària, material procedent de la mateixa zona, i les parets interiors eren revestides amb granit rosa; la calçada, provinent del Temple de la Vall, té l'entrada prop de l'angle sud de la cara frontal. A l'esquerra hi ha dues sales i, al fons del passadís, quatre sales folrades amb peces d'alabastre, material que també es va utilitzar en el paviment. El vestíbul té dues sales: una sala de planta escalonada —dels seus extrems en surten uns passadissos llargs i estrets on sembla que hi havia estàtues del faraó—, i una altra sala de forma rectangular. Els sostres d'ambdues sales eren sostinguts per columnes monòlitiques de granit.
El pati obert tenia diverses columnes, uns pilars revestits amb granit. Hi havia una estàtua que segons Uvo Hölscher representava al faraó en forma d'Osiris i segons Herbert Ricke era una estàtua sedent del faraó. Els murs interiors probalblement eren decorats amb relleus. A la part oest del pati hi havia cinc espais per a unes altres cinc estàtues i, més al fons, al costat de la piràmide, hi havia el santuari on només podien accedir els sacerdots. Des del pati sortia un passadís que donava al recinte pavimentat de la piràmide. A la part exterior del temple funerari hi ha cinc canals excavades en la roca destinades a la col·locació de barques solars.

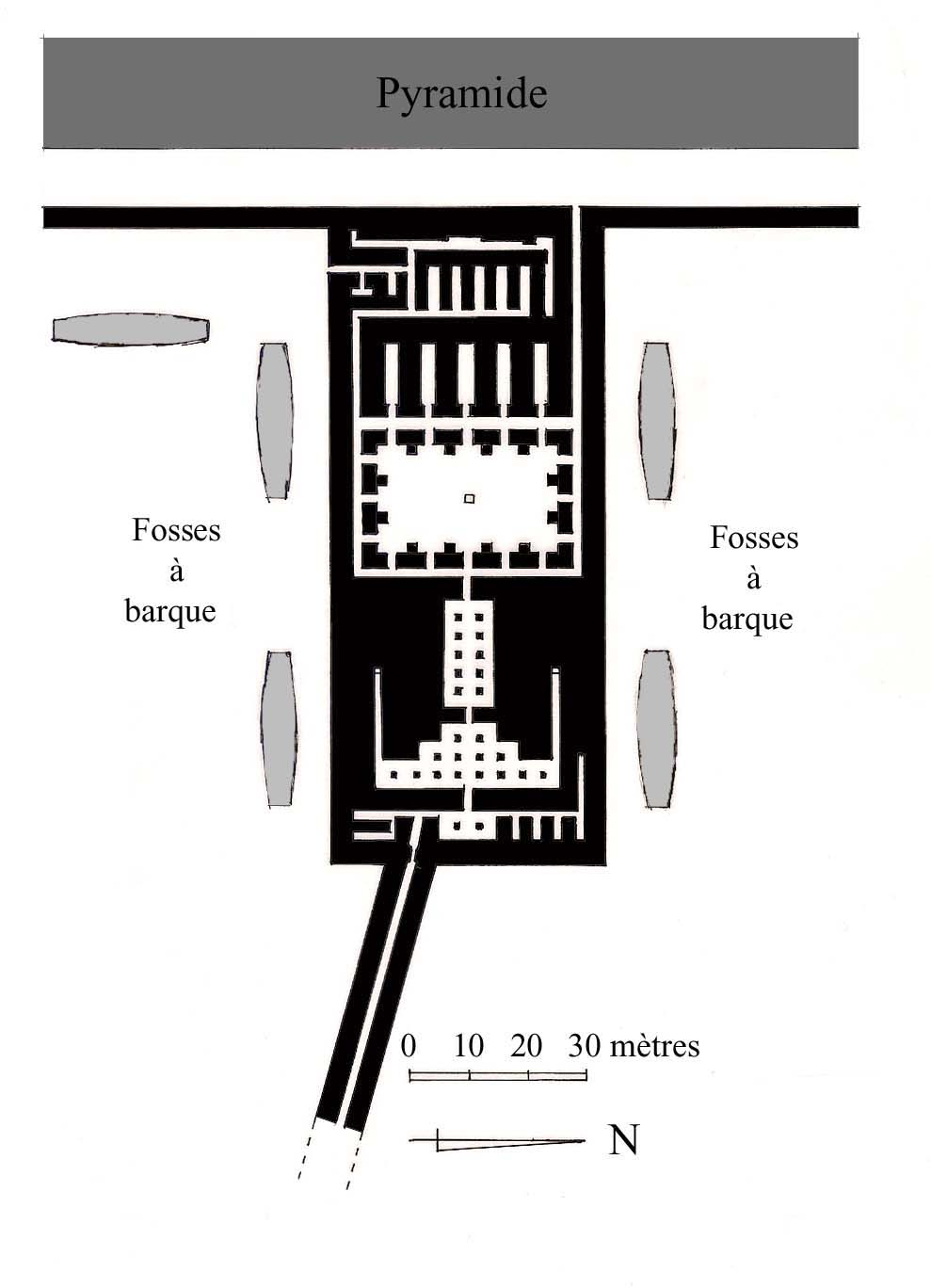
Esquema del temple funerari
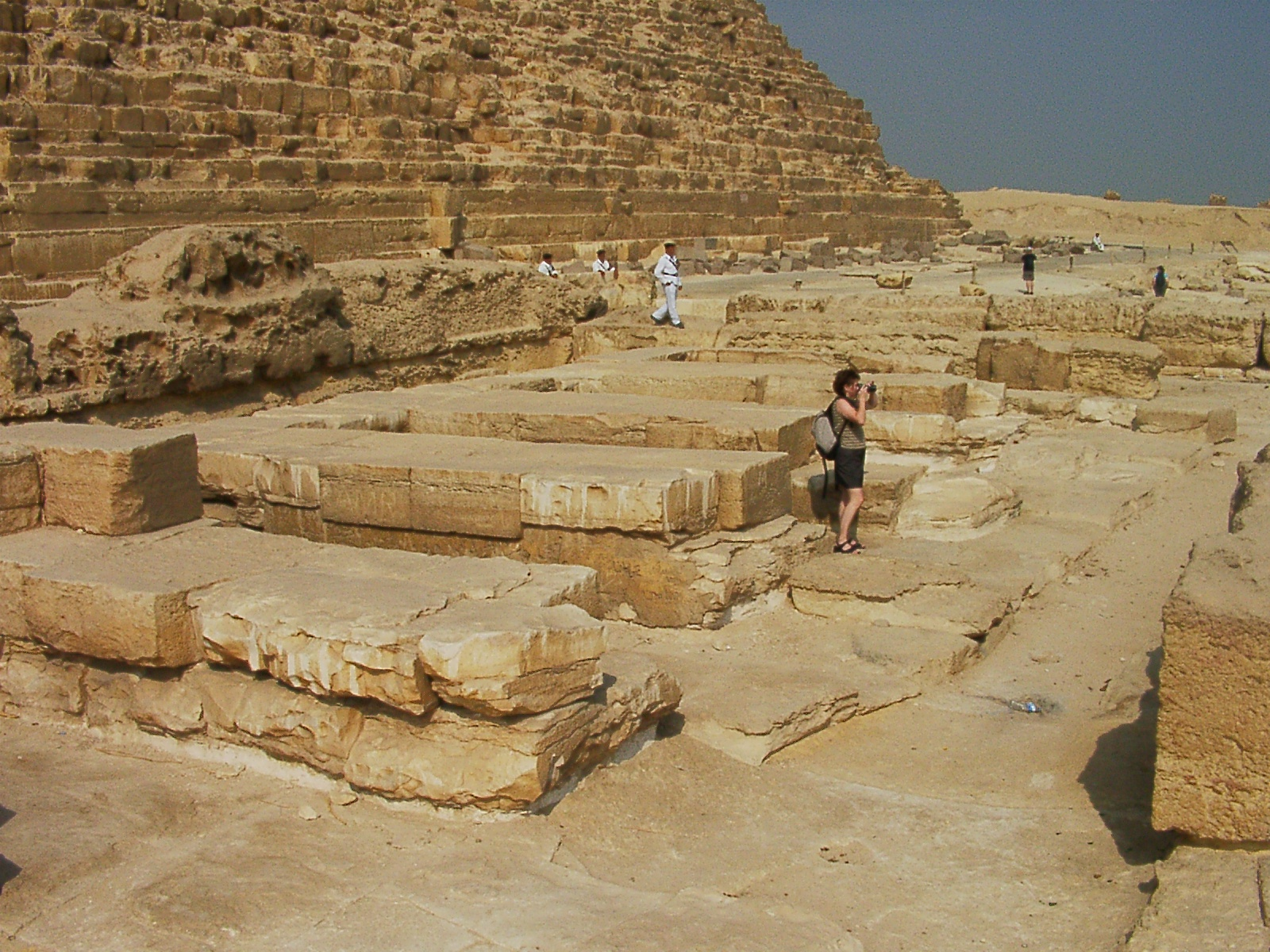
Restes de les cinc sales per a magatzem del temple funerari
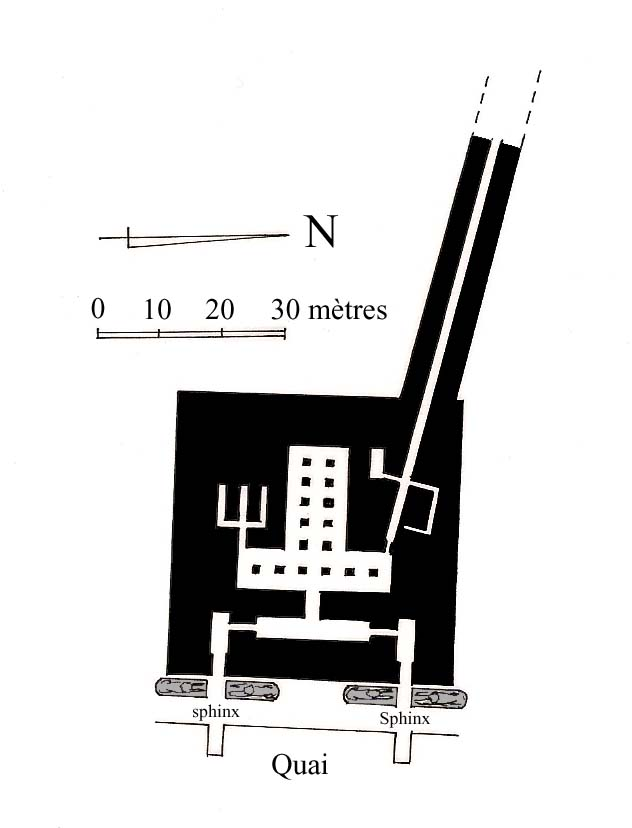
Esquema del Temple de la Vall
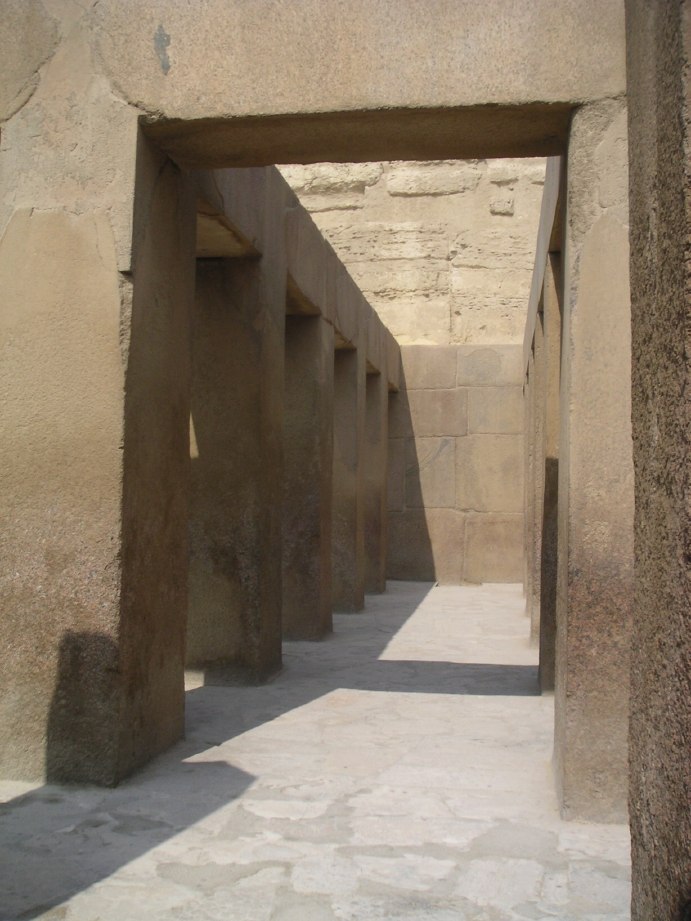
Vista de la doble fila de pilars de granit del Temple de la Vall

### Temple de la Vall

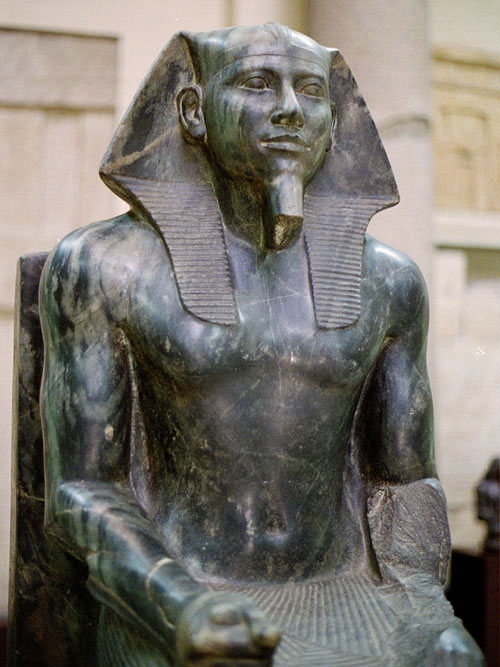
Estàtua del faraó Khefren trobada dintre del Temple de la Vall

El Temple de la Vall és al sud de la Gran Esfinx; és en un bon estat de conservació, amb els pilars i les llindes intactes. L'edifici és construït amb grans blocs de pedra calcària procedent de la mateixa pedrera de la zona i el varen revestir amb granit rosat que s'hi va portar des d'Assuan, a uns vuit-cents quilòmetres. Té una planta quadrada i cada costat fa una mica més de quaranta metres.
Les dues entrades del temple eren flanquejades per dues esfinxs, que semblen lleons, cadascuna de vuit metres de llarg, i els batents de les portes segurament eren de fusta de cedre. Aquestes entrades donaven cada una a un passadís i a una porta central per la qual s'entrava al vestíbul que tenia uns deu metres d'altura i una forma de T invertida. El sostre era sostingut per setze pilars de granit, molts dels quals encara es conserven. Hi havia vint-i-tres estàtues sedents que representaven el faraó, fetes d'alabastre, pissarra i diorita. A la part oest hi ha dos accessos: el del costat sud, que dona a tres habitacions allargades; el del costat nord, que connecta amb la calçada propera, d'uns cinc-cents metres de longitud i que mena al temple funerari que hi ha al costat de la piràmide de Khefren.
L'any 1860 l'arqueòleg francès Auguste Mariette va descobrir, entre d'altres, la famosa estàtua Khefren sota la protecció d'Horus, feta en diorita verda i que actualment es troba al Museu d'Antiguitats Egípcies al Caire. L'escultura fa 168 centímetres d'altura i és gairebé intacta. Khefren es cobreix el cap amb el mocador reial, el «nemos», i per la part posterior apareix un falcó, la representació d'Horus, que el protegeix amb les seves ales. Està assegut sobre un tron que té els dos braços amb forma d'un lleó; als costats, apareix el símbol de la unificació de l'Alt i el Baix Egipte.

### Gran Esfinx

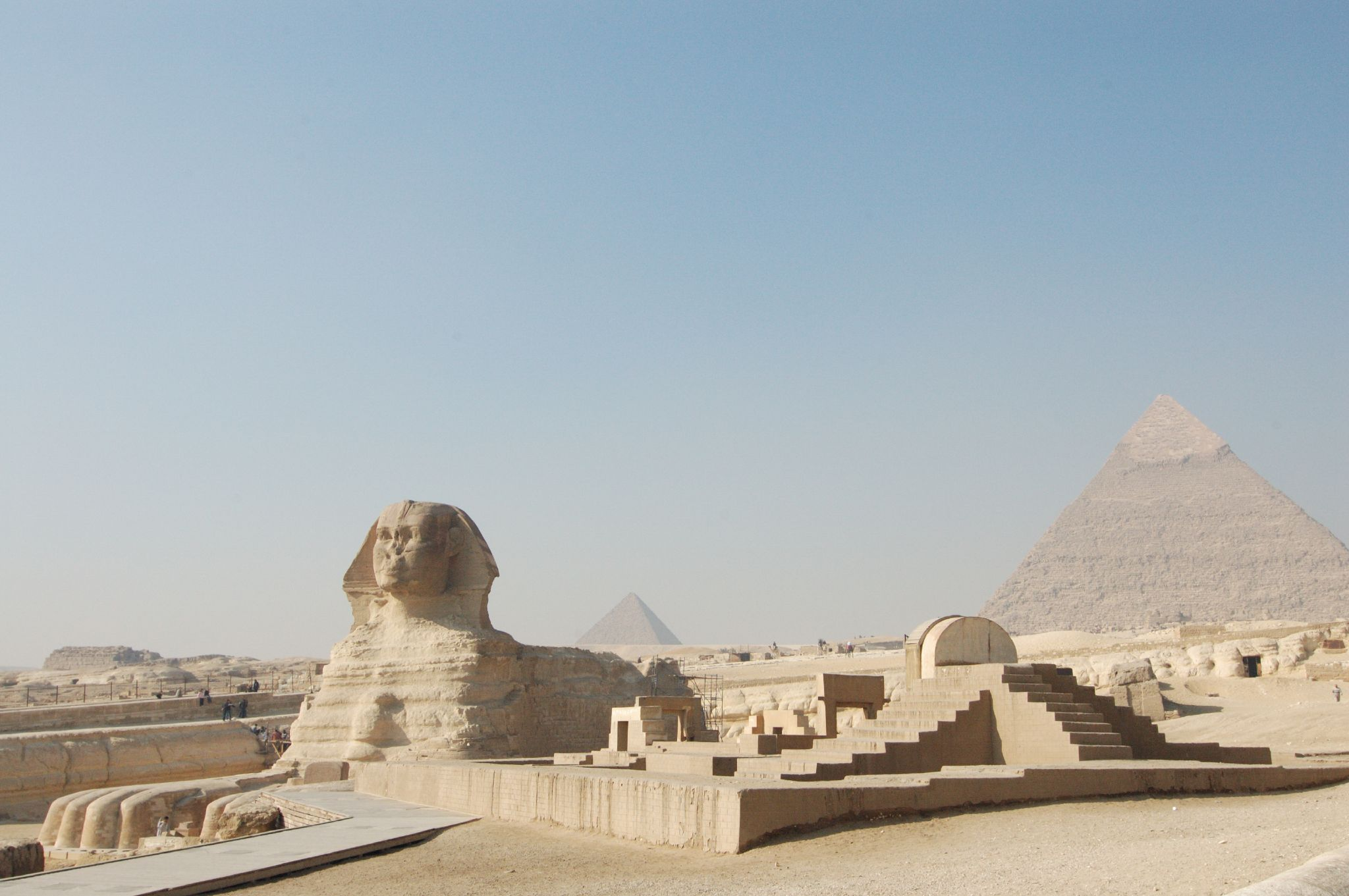
Esfinx i temple de culte de l'Imperi Nou

La imatge de l'esfinx representa un gran lleó ajagut amb el cap del faraó cobert amb el «nemos», el mocador característic. Va ser realitzada a la pedrera del mateix altiplà de Guiza, d'on s'havien extret els blocs de pedra calcària emprats per a la piràmide de Kheops i d'algunes altres construccions del complex. Es va esculpir cap al 2500 aC i representa la primera escultura de grans dimensions de l'antic Egipte coneguda. El cos es va tallar a una escala de 22:1 i el cap, de 30:1. Fa uns vint metres d'alçada, uns setanta-quatre de longitud i catorze d'amplada.

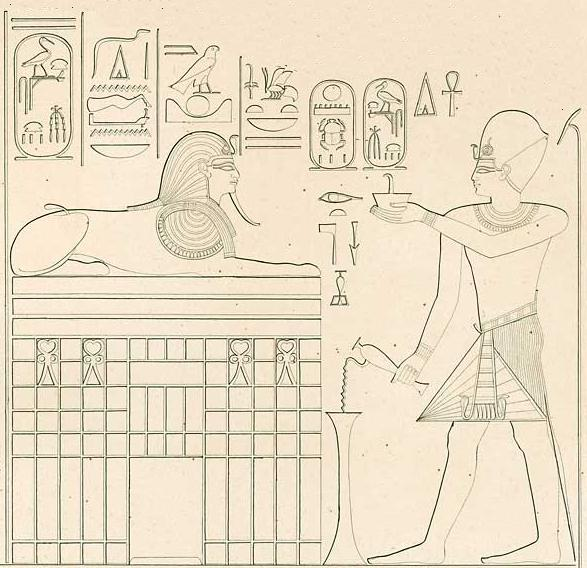
Dibuix realitzat per Karl Richard Lepsius (1849-1859) d'un detall de l'Estela del Somni, a Guiza

La construcció va començar amb una excavació en el terreny en forma d'U. Posteriorment, van anar tallant el cos del lleó en un bloc de roca que havien reservat al centre de la gran excavació. La pedra que treien en grans blocs és la mateixa que va servir per construir el temple de l'esfinx situat davant la gran escultura; aquest temple mai es va acabar, com que va quedar per fer el revestiment exterior. El temple consta d'un pati central amb diversos pilars per a la col·locació d'imatges. Com a detall arquitectònic especial, consta de dos santuaris: un a la part occidental i altre a l'oriental; tots dos són de planta escalonada, com la del temple funerari de Khefren.
Tuthmosis IV (1425 aC - 1417 aC) la va restaurar. Quan va pujar al tron va construir una capella entre les potes del lleó i hi va afegir una gran estela de granit a la part central, estela anomenada Estela del Somni. L'obra narra la història de Tuhmosis IV, de quan era príncep; en una expedició de caça es va adormir a prop de l'esfinx i en somnis se li va aparèixer l'esfinx i li va oferir el tron de l'Alt i el Baix Egipte, però a canvi havia de restaurar el monument. A l'estela també s'hi poden veure gravades les ofrenes i libacions fetes per Tuhmosis IV a l'esfinx.
El seu culte es va reactivar durant la dinastia XVIII. Amenhotep II va construir un temple nou a la part nord-est de l'esfinx; és dedicat a l'esfinx com a Horemakhet (Horus a l'horitzó). Entre altres esteles que es van col·locar en ocasió de les visites de la reialesa durant aquesta dinastia, i més tard durant l'Imperi Nou, hi ha inscripcions que es refereixen al santuari de l'Esfinx com a Setepet ('L'escollit').

## Complex funerari de Micerí (Menkaure)
El conjunt té tots els components d'un complex piramidal: la piràmide del faraó i el temple funerari, situat a la cara est; al voltant hi ha diverses tombes de prínceps o reines. Aquest temple és enllaçat al Temple de la Vall per una calçada de sis-cents metres. Aquesta calçada forma una línia recta amb l'eix de la piràmide, fet que no passa amb les altres calçades que enllacen els complexos dels anteriors faraons, a les quals la calçada formava un angle amb l'eix de la piràmide corresponent.
A més de les tres piràmides de les reines construïdes al sud de la del faraó, cap al sud-est del temple funerari hi ha una necròpolis on enterraren els sacerdots responsables del culte al faraó. És al costat de la pedrera que es va fer servir per extreure el material de construcció. El culte a Micerí es va mantenir durant tot l'Imperi Antic.

### Piràmide de Micerí

Diagrama de l'estructura interna de la piràmide de Micerí; no està fet a escala. Passatges (en vermell), cambra dels panels (en magenta), cambra de pas (en verd clar), avantcambra (en blau), cambra principal (en taronja) i cambra dels sis nínxols (en verd fosc).

La piràmide de Micerí és a un extrem de la diagonal de Guiza, en direcció cap al sud. És la més petita de les tres piràmides principals, encara que en el seu complex, en lloc de la pedra calcària, es va utilitzar granit vermell, el que era un material més costós.
L'entrada és a la cara nord. S'hi arriba per un passatge descendent, que presenta una inclinació de 26° i té una longitud de 31 metres. El passatge mena a una cambra anomenada cambra dels plafons per l'existència d'una escultura repetida de portes falses; des d'aquí, i a través d'un altre passatge horitzontal, s'arriba a una avantcambra rectangular, on hi ha un altre passatge ascendent cap al centre de la piràmide, però que està inacabat perquè se'n va abandonar la construcció. A la part central del terra d'aquesta avantcambra hi ha la cambra sepulcral a la qual s'accedeix per un passatge molt curt. La cambra sepulcral és un espai rectangular excavat en la roca i coberta de granit amb volta de canó. A la dreta, abans d'entrar-hi, hi ha una sala amb sis nínxols excavats molt profundament a les parets nord i est.
Un sarcòfag de basalt que es va descobrir a la cambra sepulcral es va perdre quan era transportat a Anglaterra. El vaixell Beatrice va naufragar el 13 d'octubre de 1838. També es va trobar un sarcòfag de fusta que contenia algunes restes d'ossos; aquests eren d'una data molt posterior a la del període de Micerí, uns mil vuit-cents anys més tard.

### Piràmides de les tres reines
Al costat sud de la piràmide de Micerí es van construir tres piràmides subsidiàries, identificades com G3a, G3b i G3c. Només la més oriental fou dissenyada com una autèntica piràmide; les altres són construccions esglaonades amb quatre pisos. Encara que s'han atribuït a les tres dones del faraó, altres experts les consideren piràmides dedicades al culte. En tot cas, és clar que van servir com a lloc d'enterrament, fos per a reines o per a altres personatges, i quedaren tancades dins un recinte delimitat per parets de pedra.
La més oriental és la G3a. Té una estructura exterior piramidal llisa i és la més grossa de les tres, amb una altura de 28 metres i la base fa 44 metres per costat. Té l'entrada des de la cara nord i l'estructura interior té una forma de T just en el centre de la piràmide. A la cambra sepulcral l'arqueòleg George Andrew Reisner va trobar un sarcòfag fet de granit rosa, encara que ja havia estat saquejat quan el va descobrir. Reisner va suposar que hi hagués estat enterrada Khamerernebti II, esposa de Micerí. Altres autors, però, creuen que va ser pensada tan sols com a lloc de culte, encara que més tard s'adaptés i servís de sepultura.

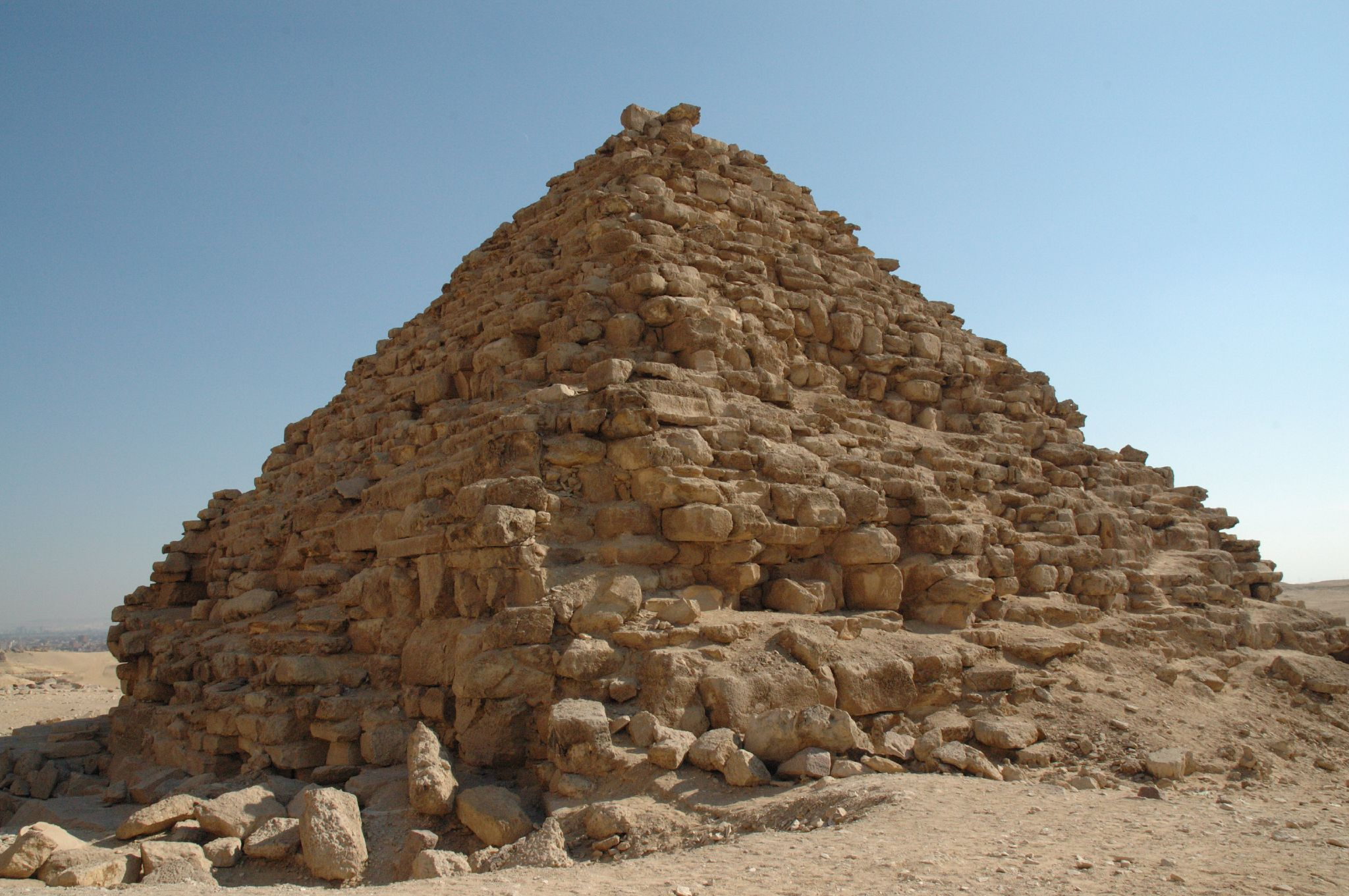
Piràmide de la reina Khamerernebti II o G3a
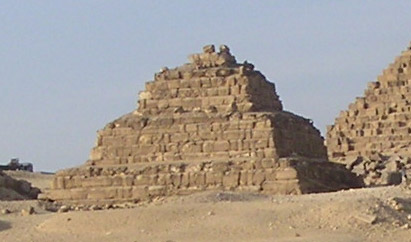
Piràmide G3b
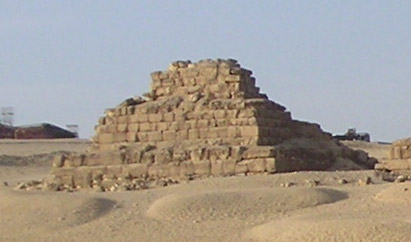
Piràmide G3c

La del mig, la G3b, és més petita —la base fa 31 metres de costat— i té quatre grans escalons. S'hi accedeix per un passadís descendent i l'estructura interior està per sota la línia central de la construcció. A la cambra d'enterrament, prop de la paret oest, es va descobrir un sarcòfag de granit rosa que contenia les restes d'una dona jove. L'edifici també posseeix un temple mortuori orientat de nord a sud.
La G3c no es va acabar. L'exterior presenta una estructura piramidal escalonada, que mai no va ser recoberta. La cambra sepulcral és a la part nord-oest i, com a les altres, tenia una petita capella feta de maó. Per manca de dades, no s'ha pogut esbrinar per a qui estava destinada, encara que es creu que era per a una consort de Micerí. L'obra va ser acabada al final de la dinastia IV, és a dir, quan ja regnava el seu fill Shepseskaf.

### Temple funerari

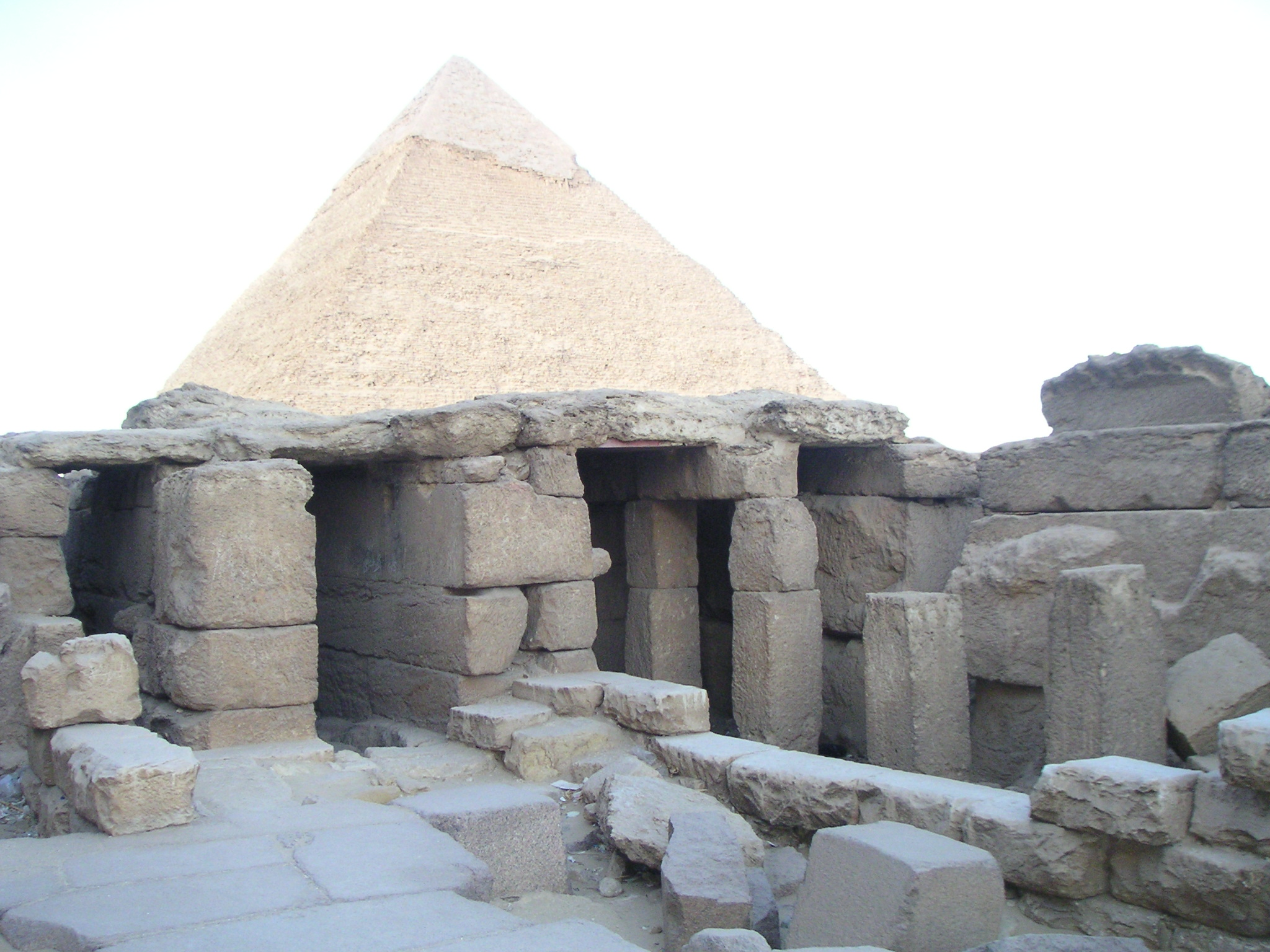
Restes del temple funerari de Micerí, al fons la imatge de la piràmide del seu pare Khefren.

El temple funerari és a l'est de la piràmide principal de Micerí i, com el de Khefren, es va començar amb grans blocs de pedra calcària extrets de la mateixa zona. És a la cantonada nord-est del temple i és el més gran de Guiza; té un pes d'unes 200 tones. L'estudi del monument de George A. Reisner va revelar que es va construier en dues fases: la primera, amb la construcció del disseny original a l'època de Micerí, de granit rosa (com la resta del complex funerari); la segona va ser realitzada pel seu successor, Shepseskaf, que va completar el complex. Les proves arqueològiques demostren que l'obra va ser interrompuda de manera brusca, just quan s'havien començat a col·locar els blocs de granit al passadís —blocs que transportaven des d'Assuan— i quan tot estava ja preparat per col·locar els blocs de pedra centrals. Per tant, sembla que Shepseskaf, fill i successor de Micerí, havia de completar la construcció del complex de la piràmide del seu pare, però que ho va haver de fer amb materials menys costosos per accelerar-ne l'acabament, i per això va substituir el granit de l'exterior per maó i tova. El revestiment de granit es va ocultar amb el maó i es va enguixar i emblanquinar. Quan Reisner va arrencar els maons sobreafegits va trobar els blocs de pedra; amb una pintura vermella s'hi havien marcat les línies de nivell, i hi havia detallades les mides i els noms de les colles d'obrers.
El temple, segons la teoria de Reisner, era de planta rectangular quasi quadrada, amb un pati a manera de vestíbul ple de columnes. Aquest pati donava accés a sales interiors on s'oferien els aliments i es guardaven els objectes de culte per als rituals que s'hi practicaven diàriament. Al costat nord, un passadís permetia l'accés a la part posterior, on hi havia la capella amb l'estela funerària del faraó. Posteriorment, es va fer una ampliació: es construí una nova sala que permetia arribar fins a una sèrie de cinc cambres o capelles petites, probablement destinades al culte reial de les dinasties posteriors.

### Temple de la Vall i calçada funerària
El Temple de la Vall del faraó Micerí és a l'entrada del uadi principal. Els arquitectes havien planejat construir un gran edifici amb granit i pedra calcària que connectés amb els complexos del port. Segons els estudiosos Vito Maragioglio i Celeste Rinaldi, el projecte original tenia dues portes laterals que conduïen a un passadís amb quatre pilars. Aquest passadís permetia l'accés a una sala que tenia un sostre sostingut per pilars; un altre passadís a la part sud arribava fins a la piràmide. Tanmateix, igual que la resta del complex de Micerí, aquest disseny gairebé tan sols va ser esbossat. Els fonaments i les bases del monument no s'havien completat en el moment de la mort del rei. La construcció va ser continuada per Shepseskaf, que va fer servir el mateix criteri aplicat a les obres del temple funerari: va utilitzar el maó per accelerar el seu acabament. Durant la dinastia VI, sota el regnat de Pepi II, es va haver de reconstruir completament a conseqüència de les destrosses d'una gran inundació.
A principi del segle xx, a l'interior del temple, Reisner va descobrir unes estàtues amb la representació del faraó Micerí, on apareix acompanyat per la deessa Hathor. Les més famoses són les que mostren la parella de Micerí i Khamernebti, drets i vestits amb un tapall de cerimònia, i les que representen el faraó entre la deessa Hathor i una altra deïtat que personifica els nomós del país: el de Tebes, el d'Hermòpolis Magna, el d'Abidos i el de Cinòpolis. Tres d'aquestes tríades, o grups de tres escultures, es conserven al Museu d'Antiguitats Egípcies, i la quarta al Museu de Belles Arts de Boston.
La calçada que havia d'enllaçar aquest temple amb el complex funerari de la piràmide havia de tenir parets i sostre. Es creu que Shepseskaf la va acabar amb maons i no amb pedra. Només van arribar a construir uns cent dels 608 metres dissenyats, que quedaren tan sols com una rampa de sorra.

## Complex funerari de Khentkaus I (Khentkawes)

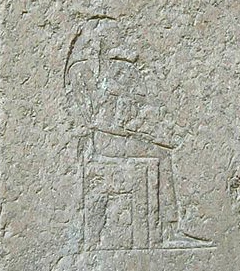
Inscripció de Khentkaus I a la porta de granit de la seva tomba a Guiza

Hi ha una altra necròpolis al nord de la calçada de Micerí, dominada per la tomba de la reina Khentkaus I, la qual es coneix de vegades com la quarta piràmide de Guiza. A l'est de la tomba hi ha un petit temple funerari al qual s'accedeix per una calçada cap a l'embarcador situat al costat del Temple de la Vall de Micerí. No hi ha restes d'un temple de la Vall propi, fet que suggereix que la reina va haver de compartir el de Micerí. El 1932, l'investigador Selim Hassan va trobar el nom de la reina escrit en una gran porta de granit que dona accés a la tomba. L'interior era semblant a la de Micerí: tenia una sala coberta amb granit, un petit passatge i una sèrie de magatzems al costat de la cambra sepulcral, sala que també era feta de granit i tenia unes dimensions de 3,95 metres d'ample per 4,65 metres de llarg.
El complex associat a la seva tomba comprenia un llogaret al costat de la calçada, amb deu cases que pertanyien als sacerdots; s'estenia pel desert i era envoltat de terres de conreu. Cap al sud-oest de la tomba hi ha un clot de barca. Gràcies a la ceràmica trobada, se sap que la reina va rebre culte durant les dinasties V i VI. Sembla clara la intenció de destacar la importància de Khentkaus, parent dels darrers faraons de la quarta dinastia i nexe d'unió amb els faraons de la cinquena dinastia; aquest faraó es va casar amb Userkaf i va legitimar el seu ascens al tron com a Gran Esposa Reial. La seva tomba es va construir a l'extrem del uadi dels projectes de Guiza, i d'aquesta manera va tancar simbòlicament el passatge de la necròpoli. Es va trobar una piràmide a Abusir amb el mateix nom, però pertany a una altra reina amb una generació de diferència.

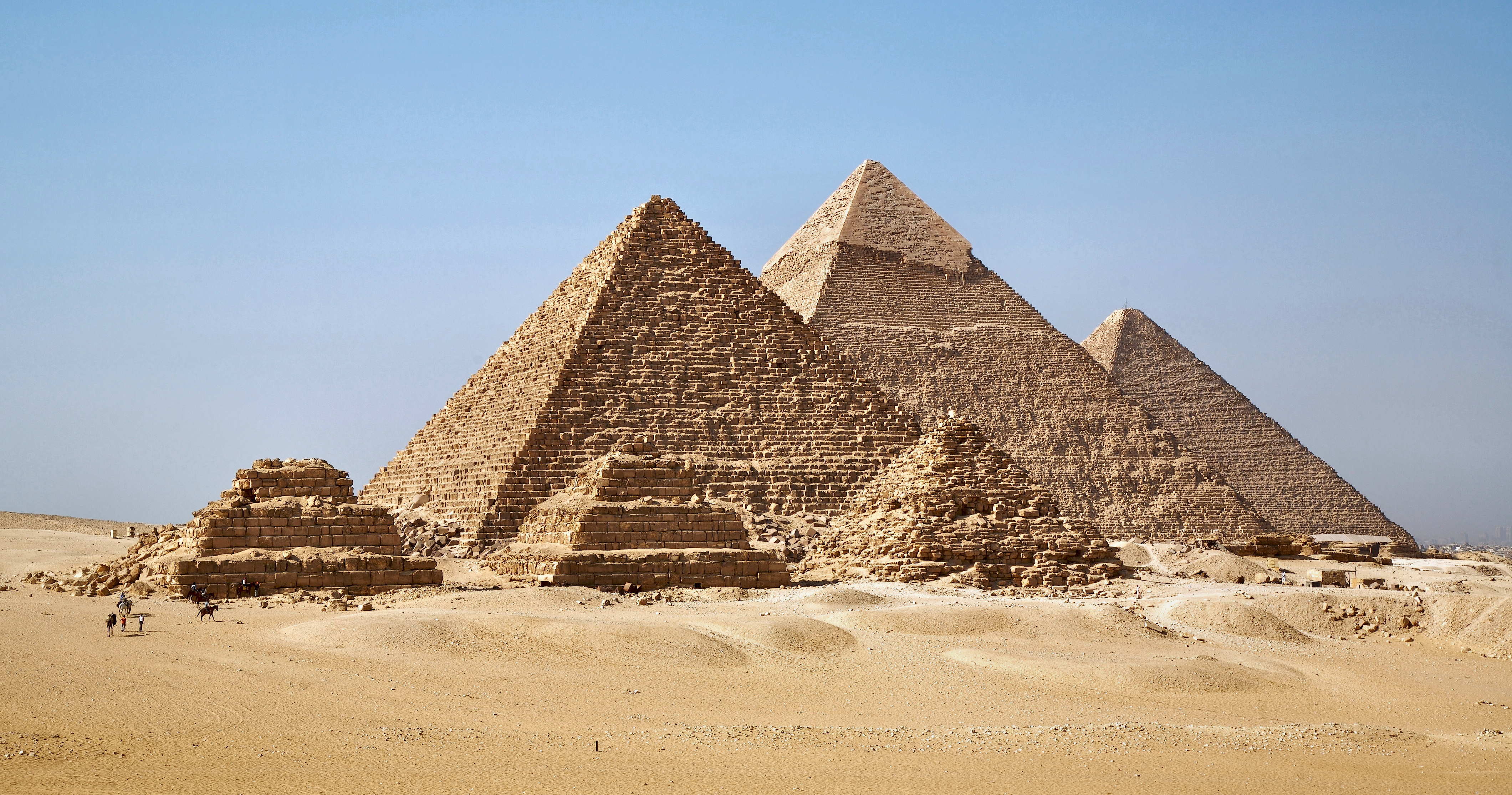
Les tres grans piràmides: piràmide de Micerí, piràmide de Khefren i piràmide de Kheops, de més a prop a més lluny. En primer terme hi ha les denominades piràmides de les reines de Micerí.

## Construcció
No se sap del cert com les van construir. Al llarg del temps hi ha hagut diferents recerques arqueològiques i estudis sobre el sistema de construcció i la metrologia. Les piràmides van ser construïdes transportant grans pedres des d'una pedrera. Els desacords se centren sobre els mètodes que van servir per a transportar i emplaçar unes pedres tan grossos i sobre la viabilitat d'aquests mètodes. Hi ha teories des de les interpretacions ja a l'antiguitat d'Heròdot a d'altres més recents. Per exemple, n'hi ha de més recents que consideren que els blocs van ser fabricats en el mateix lloc amb una mena de «formigó de pedra calcària», encara que el sistema més acceptat és el que explica que es van fer servir rampes. És probable que es feien servir diferents rampes segons la mida i l'altura de la piràmide per a adaptar-se a les necessitats de l'obra. Per als nivells més baixos, serien més amples i de poc pendent, amb la qual cosa s'aconseguiria que hi poguessin participar un nombre més gran de treballadors; a mesura que s'ascendia en la construcció, les rampes havien de ser més estretes i graonades i, per tant, necessitaven algun altre mecanisme per a l'aixecament de pesos. El 1998 encara no hi havia cap teoria unànimament acceptada.

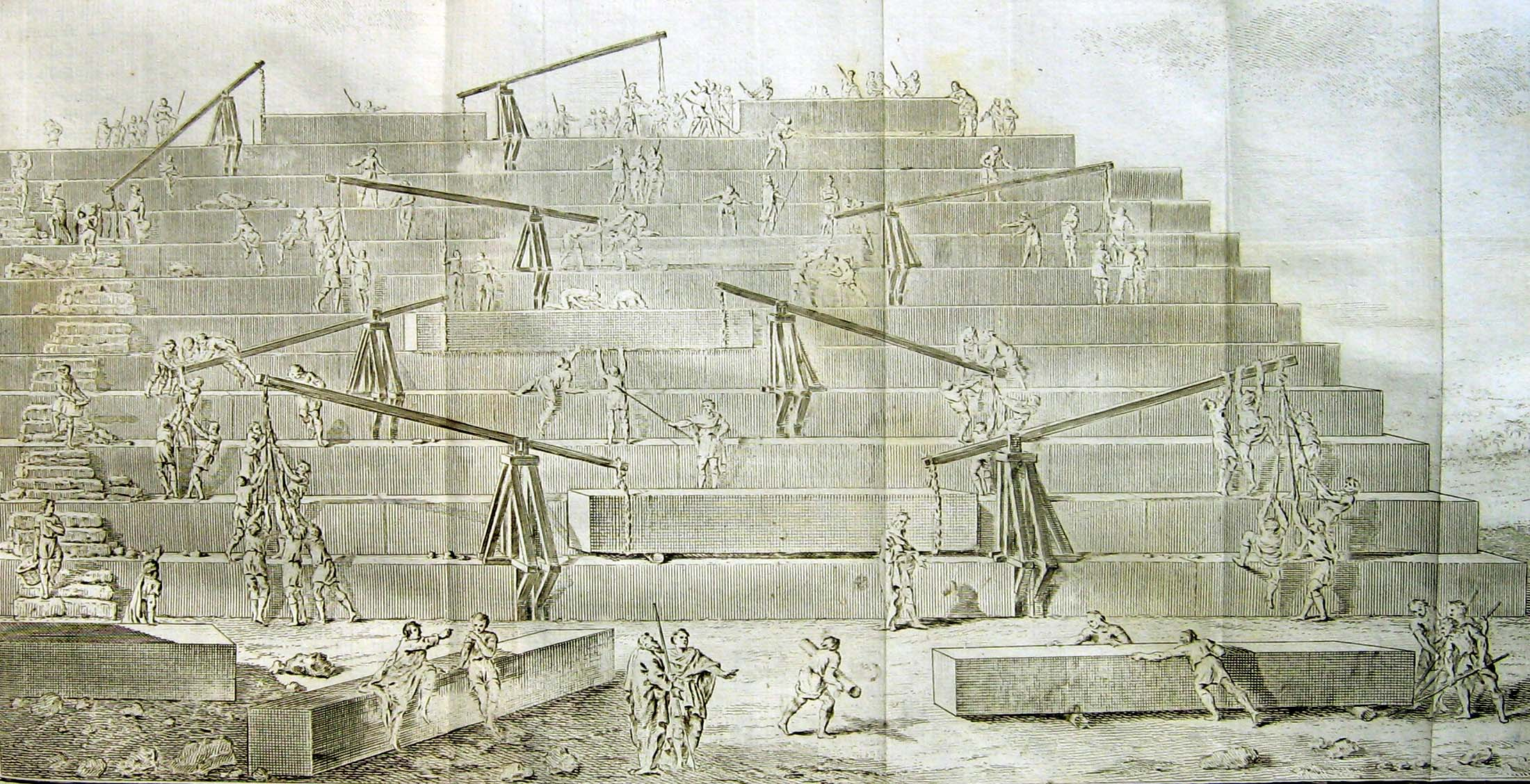
Gravat de l'any 1820 sobre la interpretació del testimoni d'Heròdot per a la construcció d'una gran piràmide

Pel que fa a la Gran Piràmide de Kheops, la major part de la pedra de l'interior sembla que va ser extreta de pedreres properes situades al sud de l'obra. La part exterior de la piràmide, més llisa, era de pedra calcària blanca que va ser transportada pel Nil. Aquests blocs exteriors van haver de ser curosament tallats, transportats en barcasses fluvials fins a Guiza, i arrossegades fins a les rampes d'accés a l'obra. Només uns pocs blocs exteriors van romandre en el seu lloc, a la part inferior de la Gran Piràmide. Durant l'edat mitjana, entre els segles v i xv, la gent que hi vivia a prop va prendre molt material per a construir edificis a la ciutat del Caire.
Amb el pas del temps els arquitectes van anar millorant les tècniques de construcció. Seleccionaven un lloc en un terreny relativament pla amb un substrat de roca, no de sorra, per obtenir una base estable. Després d'un acurat aixecament del primer nivell de pedres, construïen les piràmides aixecant diferents nivells, un sobre l'altre. A l'interior, s'ha estudiat el sistema de passadissos i rampes i s'ha arribat a la conclusió com una necessitat tècnica; per exemple, la gran galeria serviria com a magatzem dels blocs de pedra per a la cambra funerària i el seu tancament, o com a motiu religiós, i els respiradors podrien significar els camins de l'esperit del faraó cap a l'altre món.
Per assegurar que la piràmide fos simètrica, la part exterior de totes les pedres havia de ser igual en altura i amplada. Els treballadors podien tenir marcats tots els blocs per a indicar l'angle de la paret de la piràmide i es retallava la superfície amb molta cura perquè els blocs encaixessin entre si.

## El Gran Museu Egipci
A uns dos quilòmetres al nord de la Gran Piràmide, dins de l'àrea arqueològica de Guiza, es va construir el Gran Museu Egipci o Museu de Guiza, amb 165.000 metres quadrats de superfície. El museu subsitueix el Museu Egipci de la plaça Tahrir al centre del Caire. El Consell Suprem d'Antiguitats en va començar la construcció el 2002, tot i que el projecte data del 1992. El finançament és majoritàriament d'origen japonès, el Consell Suprem hi participa amb una mica menys de la cinquena part dels costos.